# Bucephalandra
Bucephalandra Schott – rodzaj reofitycznych hemikryptofitów lub chamefitów, należący do rodziny obrazkowatych, obejmujący dwa gatunki: B. gigantea Bogner i B. motleyana Schott, endemiczne dla Borneo, rosnące na kamieniach w strumieniach i wodospadach, w pełnym lub częściowym cieniu, w wilgotnych lasach tropikalnych. B. motleyana występuje na wysokości do 500 m. B. gigantea znany jest tylko ze stanowiska typowego na wysokości 700 m. Nazwa naukowa pochodzi od greckich słów βους (bous – wół), κεφάλι (kefali – głowa) i ανθήρ (anther – główka pręcika) i odnosi się do kształtu tego elementu kwiatów tych roślin.

## Morfologia
PokrójRośliny rozrosłe, o maksymalnej wysokości od 20 cm (B. motleyana) do 40 cm (B. gigantea).
ŁodygaŁodyga płożąca, o szczycie wzniesionym pionowo.
LiścieRoślina tworzy około 10 liści. Pochwy liściowe z długim, rozkładającym się języczkiem. Ogonki o wysokości od 3–10 cm (B. motleyana) do 15–28 cm (B. gigantea). Blaszki liściowe eliptyczne, równowąsko-lancetowate do jajowatych, sztywne, o nakrapianym spodzie i rurkowatym wierzchołku, o maksymalnej długości od 10 cm (B. motleyana) do 20 cm (B. gigantea). Żyłki pierwszorzędowe pierzaste, zbiegają do żyłki brzegowej. Żyłki dalszego rzędu równolegle pierzaste.
KwiatyKwiatostan pojedynczy, typu kolbowatego pseudancjum. Szypułka długości ogonka liściowego, wydłuża się po przekwitnięciu. Pochwa kwiatostanu elipsowata, ostro zakończona, w dolnej części jasnozielona, zwinięta, w kształcie rozszerzonego lejka, po przekwitnięciu zwija się otaczając rozwijające się owoce; w górnej części biała, o długości od 0,7–2,0 cm (B. motleyana) do 2,5–3,5 cm (B. gigantea). Kolba osadzona, krótsza od pochwy, z kilkoma jałowymi słupkami u podstawy. Kwiaty żeńskie położone w dolnej części kolby; spłaszczone, kuliste słupki położone w od 2 do 6 spiralach; zalążnie jednokomorowe z wieloma ortotropowymi zalążkami, z wyraźnymi sznureczkami, położonymi bazalnie; znamiona słupka osadzone, tarczowate, lekko wklęsłe w środkowej części, węższe od zalążni. Kwiaty męskie oddzielone od żeńskich wąskim paskiem spłaszczonych, łuskowatych jałowych pręcików. Spłaszczone pręciki położone luźno w 2-5 rzędach na krótkich, ale wyraźnych nitkach. Pylniki eliptyczne, położone po zewnętrznej stronie nitek, pękają przez szparę na wierzchołku wyraźnie widocznego koniuszka w kształcie rogu. Elipsowaty pyłek wyrzucany w kropelkach. Wyrostek kolby okrągły lub eliptyczny, pokryty ściętymi, jajowato-stożkowatymi jałowymi pręcikami.
OwoceKuliste lub eliptyczne jagody z licznymi, wąsko-eliptycznymi nasionami o podłużnie żeberkowanej do chropowatej łupinie. Zarodek prosty, wydłużony. Bielmo obfite.

## Systematyka
Pozycja według Angiosperm Phylogeny Website (aktualizowany system APG IV z 2016)Należy do podrodziny Aroideae, rodziny obrazkowatych, rzędu żabieńcowców w kladzie jednoliściennych.
Pozycja rodzaju według Crescent Bloom (system Reveala z lat 1993–1999)Gromada okrytonasienne (Magnoliophyta Cronquist), podgromada Magnoliophytina (Frohne & U. Jensen ex Reveal), klasa jednoliścienne (Liliopsida Brongn.), podklasa obrazkowe (Aridae Takht.), nadrząd obrazkopodobne (Aranae Thorne ex Reveal), rząd obrazkowce (Arales Dumort.), rodzina obrazkowate (Araceae Juss.).